# Jostedalsbreen nationalpark
Jostedalsbreen nationalpark är en norsk nationalpark i och runt glaciären Jostedalsbreen. Den inrättades 1991 och täcker ett 1 310 km² stort område i Sogndals, Sunnfjords, Gloppens, Stryns och Lusters kommuner i Vestland fylke.

## Geografi, landskap och geologi

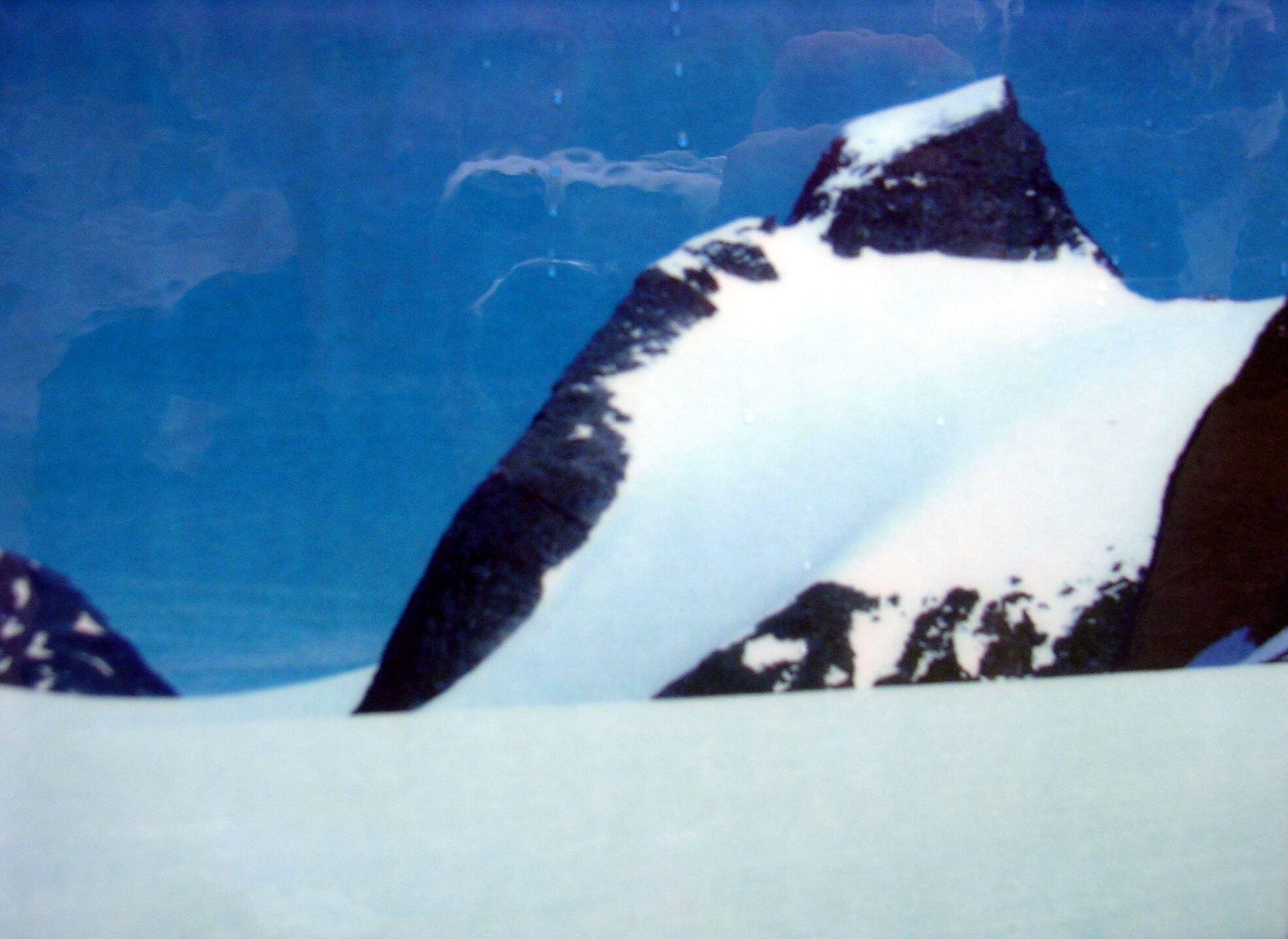
Lodalskåpa

Jostedalsbreen är fastlandseuropas största glaciär och är en platåglaciär som sträcker sig från 300 till 2 000 m ö.h.. Glaciären har 28 namngivna armar och omges av ett karaktäristiskt landskap format av glaciären.
De viktigaste floderna i området är Strynevassdraget och Loenvassdraget. Glaciärens och nationalparkens högsta toppar är Lodalskåpa (2 083 m ö.h.) och Høgste Breakulen (1 952 m ö.h.).

## Flora och fauna
I dalarna nedanför glaciären är växt-, djur- och fågellivet rikt och varierat, medan det på glaciären bara finns ett fåtal fågelarter som snösparv. Växterna är bara några få specialiserade och tåliga arter, som isranukel, krypljung, purpurbräcka, lapparv och fjälltåtel.
Nationalparken har ett stort utbud av naturtyper, från frodig ädellövskog i låglandet till glaciärer och höga berg. Jostedalsbreen har en kontinuerlig längd på drygt 60 km. Landskapet har till stor del formats av isen och innehåller många värdefulla exempel på glaciala landskap. Kulturlandskapet i Stølsdalen är också av stort värde. Jostedalsbreen är ett mycket populärt friluftsområde för skidåkning, vandring och andra friluftsaktiviteter. Tre besökscentra anslutna till nationalparken har inrättats. Breheim Center i Jostedalen, Jostedalsbreen National Park Center i Stryn och norska Bremuseum i Fjærland är alla exempel på information om naturen i nationalparken. Bødalen, Erdalen och Sunndalen i Stryn kommun i nordväst inkorporerades i nationalparken 1998, sedan Stortinget hade beslutat att skydda floden Stryn mot exploatering för vattenkraft. På sydöstra sidan har flera av de vattendrag som kommer från glaciären exploaterats, bl.a. i Jostedalen.

## Kulturminnen
Tidigare fanns det en farbar väg över glaciären mellan Østlandet och Vestlandet för hästar och nötkreatur allteftersom glaciären minskade och fick flera sprickor. Den sista kända användningen ägde rum 1923. I dalarna runt glaciären har det funnits gårdar.
Den brittiske turisten och författaren W.C. Slingsby anses  vara den förste turisten på glaciären med flera besök runt 1880.